# Botxí boreal
El botxí boreal (Lanius borealis) és un ocell de la família dels lànids (Laniidae).

## Hàbitat i distribució
Habita zones de tundra i camp obert. Cria al Sibèria central i oriental, nord i nord-oest de Mongòlia, sud-est i centre de Rússia, nord-oest de la Xina, illes Kurils i Sakhalin, est del Kazakhstan, Kyrgyzstan, Alaska i el Canadà. En hivern es desplaça cap al sud.